# Louanges divines
Les Louanges divines sont une série d'acclamations à la gloire du nom de Dieu, de son fils Jésus-Christ et de la Vierge-Marie qui sont habituellement priées par les catholiques, en répétition après le prêtre célébrant, après avoir reçu la bénédiction du Saint-Sacrement. 
Cette série de louanges, commençant chacune par Béni soit..., à la manière de l'incipit des louanges et prières dans le judaïsme, a une origine incertaine. Il semble qu'elles aient été compilées par le jésuite Louis Felici en 1797, en prière de réparation pour le langage obscène et blasphématoire assez répandu à son époque. L'Église les a ajoutées à la fin de la messe. Pie VII les a enrichies d'indulgences en 1801.
Aujourd'hui, elles ne font plus partie de la célébration eucharistique, mais sont traditionnellement récitées à la fin de la cérémonie de la bénédiction du Saint-Sacrement. Elles peuvent également être dites en privé. 
Le mois de janvier est opportun pour prier ces louanges, parce que le 1er janvier est la fête du Saint Nom de Jésus (circoncision). Cette fête fut restaurée par Jean-Paul II.

## Le texte des acclamations

### Français
Dieu soit béni.

Béni soit son saint Nom.

Béni soit Jésus Christ vrai Dieu et vrai Homme.

Béni soit le Nom de Jésus.

Béni soit son Sacré-Cœur.

Béni soit son Précieux Sang.

Béni soit Jésus au Très Saint Sacrement de l’Autel.

Béni soit l'Esprit Saint consolateur.

Bénie soit l’Auguste Mère de Dieu, la Très Sainte Vierge Marie.

Bénie soit sa sainte et Immaculée Conception.
 
Bénie soit sa glorieuse Assomption.

Béni soit le nom de Marie, Vierge et Mère.

Béni soit Saint Joseph, son très chaste époux.

Béni soit Dieu dans ses Anges et dans ses Saints.

Amen

### Latin
Benedictus Deus.

Benedictum Nomen Sanctum eius.

Benedictus Jesus Christus, verus Deus et verus homo.

Benedictum Nomen Jesu.

Benedictum Cor eius sacratissimum.

Benedictus Sanguis eius pretiosissimus.

Benedictus Jesus in sanctissimo altaris Sacramento.

Benedictus Sanctus Spiritus, Paraclitus.

Benedicta excelsa Mater Dei, Maria sanctissima.

Benedicta sancta eius et immaculata Conceptio.

Benedicta eius gloriosa Assumptio.

Benedictum nomen Mariae, Virginis et Matris.

Benedictus sanctus Ioseph, eius castissimus Sponsus.

Benedictus Deus in Angelis suis, et in Sanctis suis.

Amen. 